# Sollevamento pesi ai Giochi della XXII Olimpiade - Pesi leggeri
La competizione della categoria pesi leggeri (fino a 67,5 kg) di sollevamento pesi ai Giochi della XXII Olimpiade si è svolta il giorno 23 luglio 1980 all'Izmailovo Sports Palace di Mosca.

## Regolamento
La classifica era ottenuta con la somma delle migliori alzate delle seguenti 2 prove:
- Strappo
- Slancio

Su ogni prova ogni concorrente aveva diritto a tre alzate. In caso di parità vinceva il sollevatore che pesava meno.

## Risultati
| Pos.    | Atleta                   | Nazione        | Peso Atleta | Strappo | Strappo | Strappo | Strappo | Slancio | Slancio | Slancio | Slancio | Totale |
| Pos.    | Atleta                   | Nazione        | Peso Atleta | 1       | 2       | 3       | Tot     | 1       | 2       | 3       | Tot     | Tot    |
| ------- | ------------------------ | -------------- | ----------- | ------- | ------- | ------- | ------- | ------- | ------- | ------- | ------- | ------ |
| Oro     | Janko Rusev              | Bulgaria       | 66,90       | 142,5   | 147,5   | 150,0   | 147,5   | 185,0   | 190,0   | 195,0   | 195,0   | 342,5  |
| Argento | Joachim Kunz             | Germania Est   | 67,30       | 145,0   | 150,0   | 150,0   | 145,0   | 185,0   | 190,0   | 195,0   | 190,0   | 335,0  |
| Bronzo  | Minčo Pašov              | Bulgaria       | 67,10       | 135,0   | 140,0   | 142,5   | 142,5   | 177,5   | 182,5   | 190,0   | 182,5   | 325,0  |
| 4       | Daniel Senet             | Francia        | 67,30       | 140,0   | 145,0   | 147,5   | 147,5   | 170,0   | 175,0   | 180,0   | 175,0   | 322,5  |
| 5       | Günter Ambraß            | Germania Est   | 66,85       | 135,0   | 135,0   | 140,0   | 140,0   | 175,0   | 180,0   | 185,0   | 180,0   | 320,0  |
| 6       | Zbigniew Kaczmarek       | Polonia        | 67,15       | 135,0   | 140,0   | 142,5   | 140,0   | 177,5   | 177,5   | 182,5   | 177,5   | 317,5  |
| 7       | Raúl González            | Cuba           | 67,25       | 140,0   | 145,0   | 147,5   | 145,0   | 172,5   | 177,5   | 177,5   | 172,5   | 317,5  |
| 8       | Virgil Dociu             | Romania        | 67,10       | 135,0   | 140,0   | 142,5   | 140,0   | 170,0   | 170,0   | 175,0   | 170,0   | 310,0  |
| 9       | Dušan Drška              | Cecoslovacchia | 67,00       | 130,0   | 130,0   | -       | 130,0   | 160,0   | 175,0   | 175,0   | 160,0   | 290,0  |
| 10      | Juhani Salakka           | Finlandia      | 66,65       | 125,0   | 130,0   | 130,0   | 130,0   | 152,5   | 157,5   | 157,5   | 152,5   | 282,5  |
| 11      | Basilios Stellios        | Australia      | 67,35       | 122,5   | 122,5   | 127,5   | 122,5   | 155,0   | 160,0   | 165,0   | 160,0   | 282,5  |
| 12      | Nicolas Lasorsa          | Francia        | 67,00       | 125,0   | 130,0   | 130,0   | 125,0   | 155,0   | 155,0   | 160,0   | 155,0   | 280,0  |
| 13      | Li Gwang-ju              | Corea del Nord | 67,35       | 125,0   | 130,0   | 130,0   | 125,0   | 155,0   | 155,0   | 157,5   | 155,0   | 280,0  |
| 14      | Leo Isaac                | Gran Bretagna  | 67,50       | 117,5   | 122,5   | 122,5   | 117,5   | 157,5   | 165,0   | 165,0   | 157,5   | 275,0  |
| 15      | Pavlos Lespouridis       | Grecia         | 66,80       | 120,0   | 125,0   | 125,0   | 120,0   | 145,0   | 145,0   | 150,0   | 150,0   | 270,0  |
| 16      | Walter Legel             | Austria        | 66,95       | 120,0   | 125,0   | 125,0   | 120,0   | 150,0   | 155,0   | 155,0   | 150,0   | 270,0  |
| 17      | Mohammed Yaseen Mohammed | Iraq           | 67,40       | 120,0   | 125,0   | 125,0   | 120,0   | 145,0   | 155,0   | 155,0   | 145,0   | 270,0  |
| 18      | Alan Winterbourne        | Gran Bretagna  | 67,35       | 117,5   | 117,5   | 117,5   | 117,5   | 150,0   | 160,0   | 160,0   | 150,0   | 267,5  |
| 19      | Andrés Santoyo           | Messico        | 59,60       | 115,0   | 115,0   | 120,0   | 115,0   | 145,0   | 155,0   | 155,0   | 145,0   | 260,0  |
| 20      | Sergio De Luca           | San Marino     | 56,00       | 105,0   | 110,0   | 112,5   | 110,0   | 137,5   | 142,5   | 145,0   | 145,0   | 255,0  |